# Flávio da Silva
Flávio Rego da Silva (Río de Janeiro, Brasil, 10 de junio de 1973) es un entrenador de fútbol brasileño. Actualmente dirige al Managua FC de la Primera División de Nicaragua.